# Elias M. Stein
Elias Menachem Stein (sinh ngày 13 tháng 1 năm 1931 – mất ngày 23 tháng 12 năm 2018) là một nhà toán học người Hoa Kỳ đã có những đóng góp quan trọng trong lĩnh vực giải tích điều hoà. Ông là giáo sư toán học tại đại học Princeton từ năm 1963 cho đến khi mất vào năm 2018.

## Tiểu sử
Stein sinh ở Antwerp Belgium, Bỉ, bố mẹ ông là Elkan Stein và Chana Goldman. Sau cuộc xuân lược của Đức Quốc xã vào năm 1940, gia đình ông chuyển đến Hoa Kỳ và định cư tại thành phố New York. Ông tốt nghiệp từ trường phổ thông Stuyvesant vào năm 1949, ở đây ông là bạn cùng lớp với nhà toán học (đoạt huy chương Fields) Paul Cohen, trước khi chuyển đến đại học Chicago để học đại học. Năm 1955, Stein nhận bằng tiến sĩ (Ph.D) từ đại học Chicago dưới sự hướng dẫn của giáo sư Antoni Zygmund. Ông bắt đầu dạy tại Học viện Công nghệ Massachusetts từ năm 1955, sau đó quay trở lại đại học Chicago làm trợ lý giáo sư vào năm 1958. Năm 1963, ông trở thành giáo sư chính thức của đại học Princeton.
Ông làm việc chủ yếu trong lĩnh vực giải tích điều hoà và có những đóng góp trong việc mở rộng và hiểu rõ lý thuyết Calderón-Zygmund: nội suy Stein, nguyên lý cực đại Stein (chỉ ra rằng trong rất nhiều trường hợp, hội tụ hầu khắp nơi tương đương với tính bị chặn của hàm cực đại), biểu diễn chuỗi bổ sung Stein, phân tích Nikishin-Píiier-Stein trong lý thuyết toán tử, định lý hạn chế Tomas-Stein trong giải tích Fourier, định lý Kunze-Stein về tích chập trên các nhóm nửa đơn, bổ đề Cotlar-Stein liên quan tới tổng của hầu hết các toán tử trực giao và lý thuyết Fefferman-Stein về không gian Hardy {\displaystyle H^{1}} và không gian {\displaystyle BMO} của các hàm dao động trung bình bị chặn (bounded mean oscillation).
Ông đã viết rất nhiều sách về giải tích điều hoà, những sách này thường được sử dụng và trích dẫn trong các hội nghị chuyên ngành. Chuỗi sách "bài giảng giải tích của đại học Princeton" (Princeton Lectures in Analysis) thường được sử dụng trong các bài giải đại học về giải tích tại Princeton. Stein cũng được biết đến với việc đào tạo một lượng lớn nghiên cứu sinh (ông đã đào tạo ít nhất 52 nghiên cứu sinh), từ đó định hình nên giải tích Fourier hiện đại. Trong số các nghiên cứu sinh của ông, có hai nhà toán học đoạt huy chương Fields là Charles Fefferman và Terence Tao.
Ông đã đoạn nhiều giải thưởng, bao gồm giải Steele (năm 1984 và 2002), giải Schock về toán học (năm 1993), giải Wolf về toán học (năm 1999), huân chương khoa học quốc gia Hoa Kỳ (năm 2001). Ông trở thành thành viên của Viện Hàn lâm khoa học và Nghệ thuật Hoa Kỳ năm 1982. Năm 2005, ông nhận giải Stefan Bergman cho những đóng góp trong các lĩnh vực giải tích thực, giải tích phức và giải tích điều hoà. Năm 2012, ông trở thành thành viện của Hội toán học Hoa Kỳ.

## Đời sống cá nhân
Ông cưới Elly Intrator, một người tị nạn Do Thái, vào năm 1959. Họ có hai người con, Karen Stein và Jeremy C.Stein. Trong đó Jeremy là một giáo sư về kinh tế tại đại học Harvard. Ông mất vì ung thư năm 2018, 87 tuổi.

## Các sách xuất bản
- Stein, Elias (1970). Singular Integrals and Differentiability Properties of Functions. Princeton University Press. ISBN 0-691-08079-8.
- Stein, Elias (1970). Topics in Harmonic Analysis Related to the Littlewood-Paley Theory. Princeton University Press. ISBN 0-691-08067-4.
- Stein, Elias; Weiss, Guido (1971). Introduction to Fourier Analysis on Euclidean Spaces. Princeton University Press. ISBN 0-691-08078-X.
- Stein, Elias (1971). Analytic Continuation of Group Representations. Princeton University Press. ISBN 0-300-01428-7.
- Nagel, Alexander (1979). Lectures on Pseudo-differential Operators: Regularity Theorems and Applications to Non-elliptic Problems. Princeton University Press. ISBN 978-0-691-08247-9.[1]
- Stein, Elias (1993). Harmonic Analysis: Real-variable Methods, Orthogonality and Oscillatory Integrals. Princeton University Press. ISBN 0-691-03216-5.[2]
- Stein, Elias; Shakarchi, R. (2003). Fourier Analysis: An Introduction. Princeton University Press. ISBN 0-691-11384-X.
- Stein, Elias; Shakarchi, R. (2003). Complex Analysis. Princeton University Press. ISBN 0-691-11385-8.
- Stein, Elias; Shakarchi, R. (2005). Real Analysis: Measure Theory, Integration, and Hilbert Spaces. Princeton University Press. ISBN 0-691-11386-6.
- Stein, Elias; Shakarchi, R. (2011). Functional Analysis: An Introduction to Further Topics in Analysis. Princeton University Press. ISBN 978-0-691-11387-6.